# Bauer & Schaurte Karcher
Bauer & Schaurte war ein Unternehmen in Neuss, das vor allem Schrauben und Muttern herstellte. Es wurde bekannt für die Schraubenformate Inbus (Innensechskantschraube Bauer und Schaurte) und Verbus (Vergütete Außensechskantschraube Bauer und Schaurte).

## Geschichte
Das Unternehmen wurde als Rheinische Schrauben- und Mutternfabrik Bauer & Schaurte am 1. Juli 1876 von dem aus dem Sauerland stammenden Christian Schaurte († 1917) und dem Kölner Georg Bauer († 1906) gegründet und ab 1917 von Werner T. Schaurte weitergeführt. 1922 wurde das Unternehmen in eine Aktiengesellschaft mit 10 Millionen Mark Kapital umgewandelt. 1929/1930 beteiligte es sich an der Vereinigte Berliner Schrauben-Werke GmbH, einer Fabrikations- und Vertriebsgemeinschaft mehrerer Unternehmen mit ähnlichem Produktionsprogramm. Das Aktienkapital wurde im Zug der Weltwirtschaftskrise 1932 von zuvor 3 Millionen Reichsmark auf 1,8 Millionen Reichsmark herabgesetzt, etwa die Hälfte der Differenz wurde durch Einziehung von Aktien ausgeglichen, die damals fast vollständig im Eigentum der Gründer-Familien waren. Aufsichtsratsvorsitzender war zu dieser Zeit der Kölner Privatbankier Waldemar Freiherr von Oppenheim.
1980 wurden das Unternehmen unter der Firma Bauer & Schaurte und Karcher (BSK) mit den Karcher-Werken (unter anderem in Beckingen im Saarland) fusioniert. 1993 riss das Unternehmen Saarstahl seine damalige Tochtergesellschaft BSK mit in die Insolvenz. 1994 wurden die Werke von der französischen Valois-Gruppe aufgekauft.
Auch nach der Übernahme brachten die Werke nicht den gewünschten Erfolg ein, sodass der US-Konzern Textron sie 1996 übernahm und bis 2006 als Textron Fastening Systems weiterführte. Im Herbst 2006 wurde diese Sparte an die Kapitalgesellschaft Platinum Equity verkauft und von dieser in Acument Global Technologies umbenannt.
Der indische Investor Ruia kaufte im Februar 2011 das damals insolvente Unternehmen auf. Im März 2012 wurde von Ruia Global Fasteners für die Werke in Neuss, Schrozberg, Beckingen und Neuwied Insolvenz angemeldet. Anschließend scheint der Betrieb wieder profitabel geworden zu sein und wurde 2013 von dem Investor Whitesell übernommen. Im Juli 2014 kündigte Whitesell allerdings die Schließung des Werks in Neuss sowie an den weiteren Standorten Neuwied, Beckingen und Schrozberg massive Entlassungen an. 2015 wurden die Whitesell-Werke Schrozberg und Beckingen in die niederländische Nedschroef Holding integriert. Die Insolvenzmasse am Standort Neuss wurde 2016 versteigert. Zur Erinnerung an die Geschichte wurde der frühere Standort unweit vom Neusser Hauptbahnhof Inbus-Viertel benannt.
Ein Teil der Aktenüberlieferung des Unternehmens befindet sich im Stadtarchiv Neuss.